# Terry Austin
Terry Austin (Detroit, Michigan, 23 de agosto de 1952) é um desenhista, arte-finalista e escritor americano, conhecido por seu trabalho ao lado do desenhista John Byrne na revistas Uncanny X-Men durante a década de 1980.

## Biografia
Nascido em Detroit, Michigan, Austin frequentou a Wayne State University e começou sua carreia como assistente dos desenhistas Dick Giordano e Neal Adams. A partir da segunda metade da década de 1970, Austin passaria a se envolver numa série de trabalhos de destaque: em Detective Comics, durante a celebrada passagem de Marshall Rogers e Steve Englehart pela revista; em Adventure Comics e World's Finest Comics, como arte-finalista de Michael Netzer;
A partir de 1977, Austin começou a trabalhar como arte-finalista do desenhista John Byrne na revista Uncanny X-Men. As colaborações com Byrne continuariam anos mais tarde nas revistas Action Comics e Superman - e a partir de 1996 Austin retornaria ao personagem na aclamada revista Superman Adventures, baseada no desenho animado então exibido.

## Carreira
A arte de Austin consta nas seguintes obras:
Dark Horse Comics
- Star Wars: Splinter of the Mind's Eye

DC Comics
- Action Comics #682 (1992)
- Adventure Comics #449-451 (1977)
- Adventures in the DC Universe Annual #1 (1997)
- All-New Collectors' Edition #C-56 (Superman vs. Muhammad Ali)
- Batman #400, 500 (1986–1993)
- Batman Family #12 (1977)
- Batman: Dark Detective #1-6 (2005)
- Batman: Legends of the Dark Knight #11-15 (1990–1991)
- Big Book of Hoaxes (1996)
- Big Book of Little Criminals (1996)
- Big Book of Urban Legends (1994)
- Brave and the Bold #166 (1980)
- Camelot 3000 #7-12 (1983–1985)
- Captain Atom #51 (1991)
- DC Challenge #10 (1986)
- DC Special Series #10 (1978)
- Detective Comics #450-451, 463-468, 471-476 (1975–1978)
- Doom Patrol vol. 4 #13-14 (2005)
- The Flash #233-234, 243, 245-246 (1975–1977)
- Green Lantern #93-94, 171, Annual #3 (1977–1987)
- Green Lantern vol. 2 #65, 85, 88-89, 91–95, 97–100, 102, 104, 106–114, 117 (1995–1999)
- Green Lantern Corps Quarterly #4, 7 (1993)
- Green Lantern / Superman: Legend of the Green Flame (2000)
- Justice League #1 (1987)
- Justice League of America #200 (1982)
- Secret Origins vol. 2, #6 (1986)
- Superman #400, Annual #9 (1983–1984)
- Superman vol. 2 #1-3, Annual #3 (1987–1991)
- Superman Adventures #1-19, 21-31, 33-56, 58-66 (1996–2002)
- Superman: The Man of Steel #49 (1995)
- Superman: The Wedding Album #1 (1996)
- Weird War Tales #51-52 (1977)
- Who's Who in Star Trek #2 (1987)
- Who's Who in the DC Universe #9-14 (1991)
- Who's Who in the DC Universe Update 1993 #1-2 (1992–1993)
- Who's Who: The Definitive Directory of the DC Universe #2-8, 15-16, 22, 25 (1985–1987)
- Who's Who: Update '87 #3 (1987)
- World's Finest Comics #244-246 (1977)

Marvel Comics
- Doctor Strange vol. 2 #48–60, 66, 68, 70, 73
- Epic Illustrated #15–20, 26–34
- New Mutants #41-42, 53-61, 64-66, Special Edition #1
- Uncanny X-Men #108-109, 111-117, 119-143, 186, 237 Annual #3, 7, 10 (1977–1988)

Múltiplas editoras
- Marvel and DC Present The Uncanny X-Men and The New Teen Titans (1982)
- Batman versus Predator II: Bloodmatch #1-4 (Dark Horse e DC, 1994–1995)
- Amazon #1 (pela Amalgam Comics, um selo compartilhado pela Marvel e pela DC, 1996)
- Green Lantern / Silver Surfer: Unholy Alliances #1 (Marvel e DC, 1995)